# Fiat Fullback
Fiat Fullback — итальянский малотоннажный грузовой автомобиль-пикап повышенной проходимости компании Fiat. За основу этой модели была взята японская модель Mitsubishi L200.

## Описание
Автомобили Fiat Fullback производились в Таиланде в комплектациях Double cab 4WD, Double cab 2WD, Extended Cab 4WD и Extended Cab 2WD. На выбор производились автомобили с полным приводом Super Select 4WD-II или Easy Select 4WD. Пикапу присущ режим Off-Road. Задний дифференциал может блокироваться. В ОАЭ автомобиль продаётся под названием Ram 1200.
В Европу модель поставляется с 2,4-литровым дизельным двигателем Mitsubishi 4N15 мощностью 150 и 181 л. с.

На рынках Ближнего Востока и Африки модель продаётся в качестве заднеприводной с бензиновым двигателем мощностью 132 л. с. и дизельным мощностью 110 и 178 л. с.

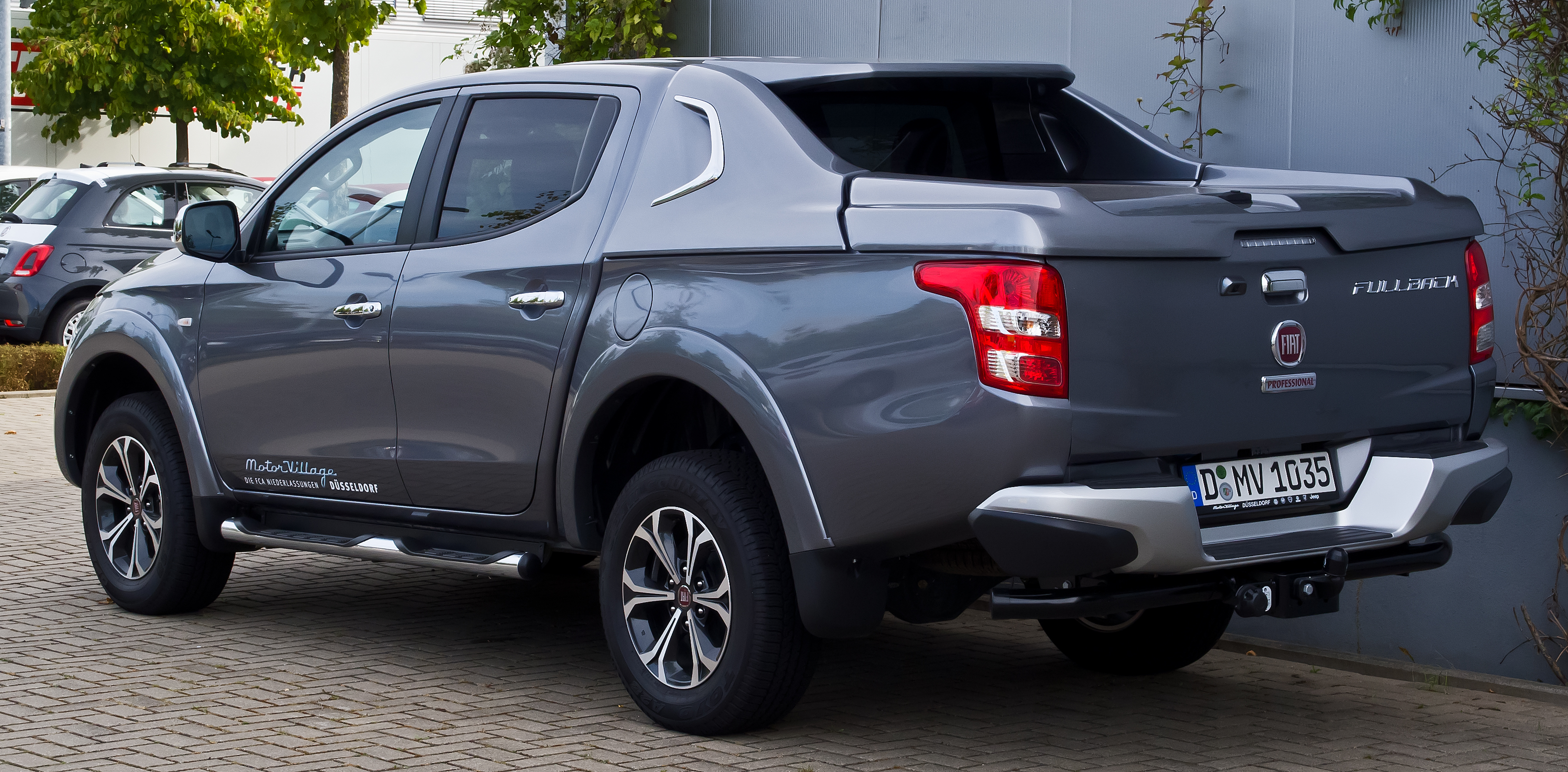
Fiat Fullback Double Cab LX
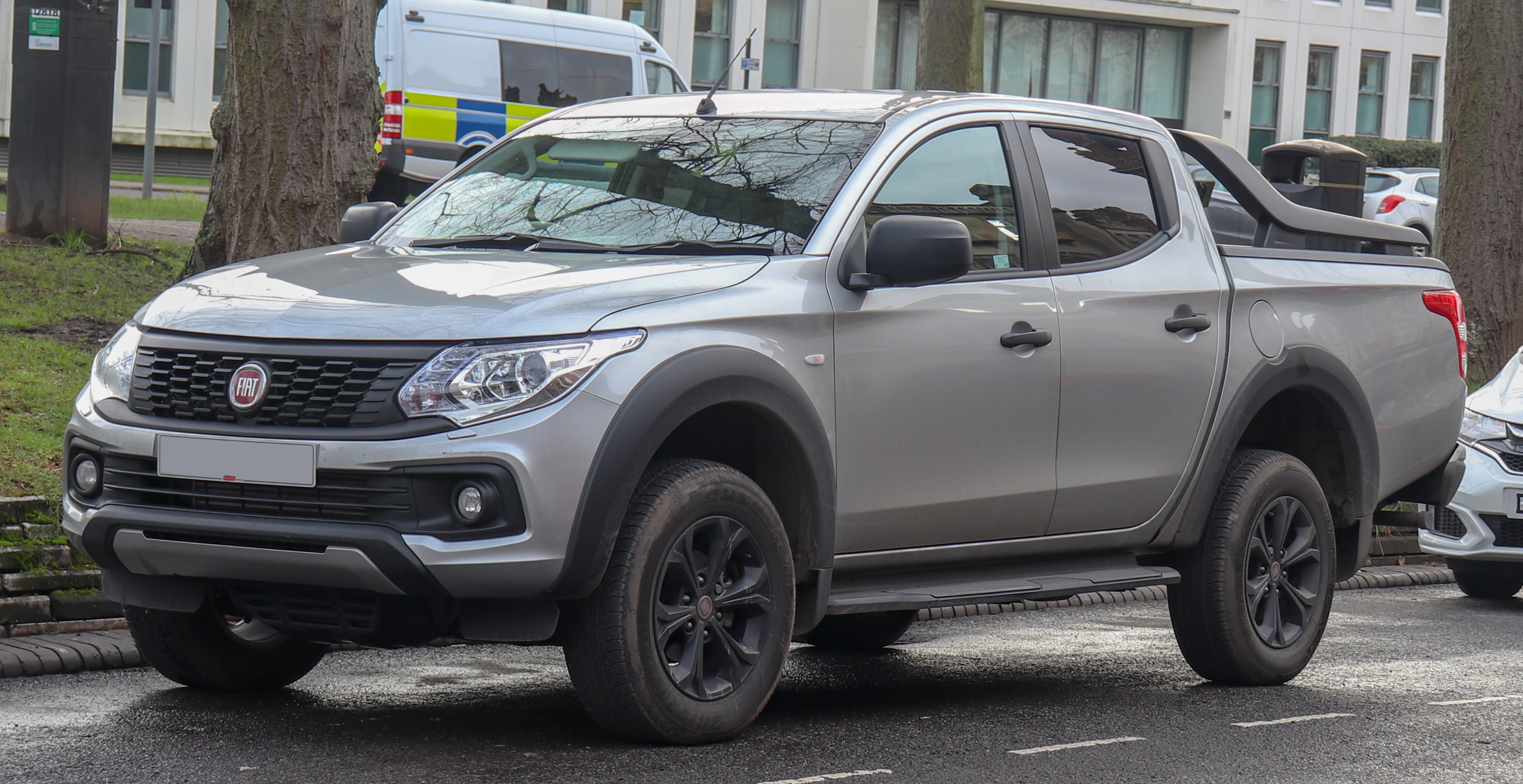
Fiat Fullback Cross
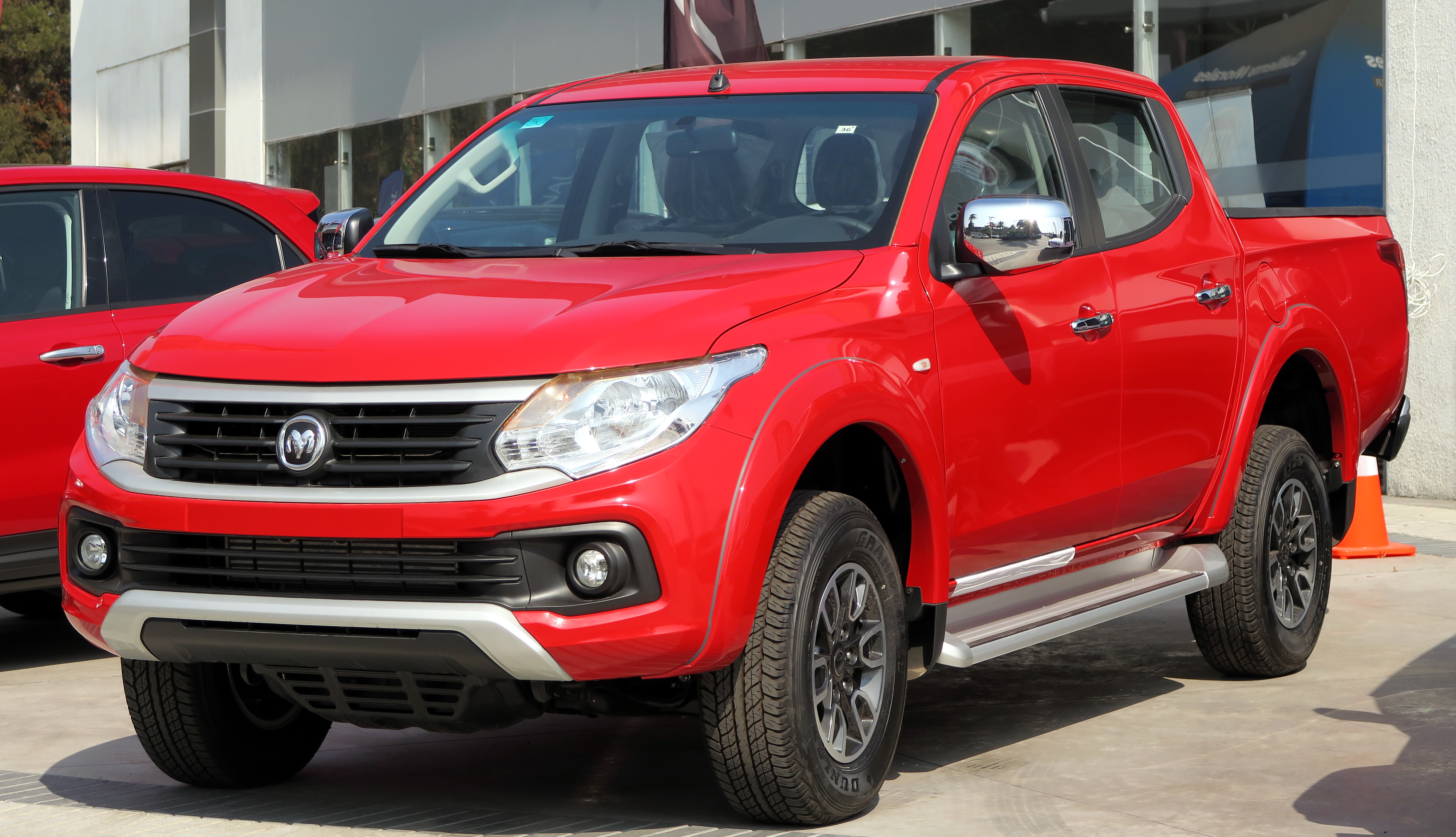
Ram 1200